# 대구대학교 축구부
대구대학교 축구부(영어: Daegu University  Football Club)는 대한민국 경상북도 경산시에 위치한 대학교 축구부이다. 대구대학교에서 운영하는 대학 축구부이며, 1987년에 창단되었다.
한편, 1993년부터 2001년까지 프로축구 드래프트 4순위 지명에서 채택된 '연고지명' 때 1994년부터 1998년까지 일화 축구단이 후원한 해당 학교(대구대)의 졸업 선수를 일화가 우선 지명하기도 했는데 당시 일화에는 1995년 9골로  역대 단일시즌 순수신인 장신(190CM 이상) 공격수 기록을 보유한 황연석(192CM) 등 대구 출신이  포진해 있었다.
이에  일화는  1999년 말 대구로 연고지를 이전할 예정이었지만  야구에 비해 프로축구 수요가 상대적으로 위축된 상태였던 데다 2002년 이후 시장도 그리 크지않다는 판단 탓인지 불발됐다.

## 참고 문헌
- “KFA 통합경기정보 시스템”. 대한축구협회.
- 약속의 땅 통영 제59회 춘계대학축구연맹전 출전 선수 명단
- 대구대학교 축구부 소개

## 같이 보기
- 대구대학교